# Greetings From Mercury
Greetings From Mercury is een Belgische experimentele band o.l.v. Jeroen Van Herzeele die ontstond omstreeks 1998. De band speelt veel improvisaties en mengt verschillende muziekstijlen waaronder rap, soul, funk, jazz en Indiase muziek.

## Discografie
- 1998 Greetings From Mercury
- 1999 Continuance
- 2002 Heiwa